# NBA Playoffs 1957
Gli NBA Playoffs 1957 si conclusero con la vittoria dei Boston Celtics (campioni della Eastern Division) che sconfissero i campioni della Western Division, gli St. Louis Hawks.

## Fase preliminare

### St. Louis Hawks - Fort Wayne Pistons
RISULTATO FINALE: 1-0
| Saint Louis 14 marzo 1957 Gara 1                                                 | St. Louis Hawks | 115 – 103 (21-29, 45-18, 24-33, 25-23) referto | Ft. Wayne Pistons | Kiel Auditorium |
| J. McMahon 24 Punti G. Yardley 26 C. Hagan 16 Rimbalzi L. Foust , M. Hutchins 10 |                 |                                                |                   |                 |
|                                                                                  |                 |                                                |                   |                 |
| J. McMahon 24                                                                    | Punti           | G. Yardley 26                                  |                   |                 |
| C. Hagan 16                                                                      | Rimbalzi        | L. Foust, M. Hutchins 10                       |                   |                 |

### St. Louis Hawks -Minneapolis Lakers
RISULTATO FINALE: 0-1
| Arbitri: | Arnie Heft Jim Duffy |

|              |          |                            |
| C. Hagan 28  | Punti    | C. Lovellette 30           |
| B. Pettit 18 | Rimbalzi | C. Lovellette, W. Dukes 12 |

## Squadre qualificate

### Eastern Division
1. Boston Celtics
2. Syracuse Nationals
3. Philad. Warriors

### Western Division
1. St. Louis Hawks
2. Minneapolis Lakers
3. Ft. Wayne Pistons

## Tabellone
|  | Semifinali di Division | Semifinali di Division | Semifinali di Division |                    |                   | Finali di Division | Finali di Division | Finali di Division |  |  | Finali NBA | Finali NBA | Finali NBA |  |
|  |                        |                        |                        |                    |                   |                    |                    |                    |  |  |            |            |            |  |
|  |                        |                        |                        |                    |                   | 1                  | St. Louis Hawks *  | 3                  |  |  |            |            |            |  |
|  |                        |                        |                        |                    |                   | 1                  | St. Louis Hawks *  | 3                  |  |  |            |            |            |  |
|  |                        |                        | 2                      | Minneapolis Lakers | 0                 |                    |                    |                    |  |  |            |            |            |  |
|  | 3                      | Ft. Wayne Pistons      | 2                      | Minneapolis Lakers | 0                 | 0                  |                    |                    |  |  |            |            |            |  |
|  | 3                      | Ft. Wayne Pistons      |                        |                    |                   |                    |                    |                    |  |  |            |            |            |  |
|  | 2                      | Minneapolis Lakers     | 2                      |                    |                   |                    |                    |                    |  |  |            |            |            |  |
|  | 2                      | Minneapolis Lakers     | 2                      |                    | St. Louis Hawks * | St. Louis Hawks *  | 3                  |                    |  |  |            |            |            |  |
|  |                        |                        |                        |                    |                   |                    |                    |                    |  |  |            |            |            |  |
|  |                        |                        | Boston Celtics *       | Boston Celtics *   | 4                 |                    |                    |                    |  |  |            |            |            |  |
|  |                        |                        |                        | Boston Celtics *   | 4                 |                    |                    |                    |  |  |            |            |            |  |
|  |                        |                        |                        |                    |                   |                    |                    |                    |  |  |            |            |            |  |
|  |                        |                        |                        |                    |                   |                    |                    |                    |  |  |            |            |            |  |
|  |                        | 1                      | Boston Celtics *       | 3                  |                   |                    |                    |                    |  |  |            |            |            |  |
|  |                        |                        |                        | 3                  |                   |                    |                    |                    |  |  |            |            |            |  |
|  |                        |                        | 2                      | Syracuse Nationals | 0                 |                    |                    |                    |  |  |            |            |            |  |
|  | 3                      | Philad. Warriors       | 2                      | Syracuse Nationals | 0                 | 0                  |                    |                    |  |  |            |            |            |  |
|  | 3                      | Philad. Warriors       |                        |                    |                   |                    |                    |                    |  |  |            |            |            |  |
|  | 2                      | Syracuse Nationals     | 2                      |                    |                   |                    |                    |                    |  |  |            |            |            |  |

Legenda
- * Vincitore Division
- "Grassetto" Vincitore serie
- "Corsivo" Squadra con fattore campo

## Eastern Division

### Semifinali

#### (2) Syracuse Nationals - (3) Philadelphia Warriors
RISULTATO FINALE: 2-0
| Filadelfia 16 marzo 1957 Gara 1                                                                     | Philad. Warriors | 96 – 103 (27-24, 21-24, 18-23, 30-32) referto | Syracuse Nationals | Philadelphia Civic Center |
| N. Johnston 25 Punti R. Kerr 25 G. Dempsey 8 Assist D. Schayes 6 N. Johnston 26 Rimbalzi R. Kerr 21 |                  |                                               |                    |                           |
| |                  |                                               |                    |                           |
| N. Johnston 25                                                                                      | Punti            | R. Kerr 25                                    |                    |                           |
| G. Dempsey 8                                                                                        | Assist           | D. Schayes 6                                  |                    |                           |
| N. Johnston 26                                                                                      | Rimbalzi         | R. Kerr 21                                    |                    |                           |

| Syracuse 18 marzo 1957 Gara 2                                                                                    | Syracuse Nationals | 91 – 80 (20-17, 15-20, 23-16, 33-27) referto | Philad. Warriors | Onondaga War Memorial |
| R. Kerr 22 Punti J. Graboski 16 E. Conlin , D. Schayes 4 Assist N. Johnston 5 D. Schayes 20 Rimbalzi W. Davis 10 |                    |                                              |                  |                       |
| |                    |                                              |                  |                       |
| R. Kerr 22 | Punti              | J. Graboski 16                               |                  |                       |
| E. Conlin, D. Schayes 4                                                                                          | Assist             | N. Johnston 5                                |                  |                       |
| D. Schayes 20 | Rimbalzi           | W. Davis 10                                  |                  |                       |

PRECEDENTI IN REGULAR SEASON
| Regular Season 1956-57 | Syracuse Nationals | 7 – 5 | Philad. Warriors | Referto 1 - Referto 2 - Referto 3 - Referto 4, Referto 5 - Referto 6, Referto 7 - Referto 8 - Referto 9 - Referto 10 - Referto 11 - Referto 12 |
| (2 t.s.) Syracuse Nationals 109 Syracuse Nationals 96 Syracuse Nationals 99 Syracuse Nationals 108 Philadelphia Warriors 103 Syracuse Nationals 128 Philadelphia Warriors 103 Syracuse Nationals 94 Philadelphia Warriors 107 Syracuse Nationals 92 Syracuse Nationals 85 Syracuse Nationals 112 Punti 103 Philadelphia Warriors 109 Philadelphia Warriors 97 Philadelphia Warriors 117 Philadelphia Warriors 104 Syracuse Nationals (1 t.s.) 123 Philadelphia Warriors 108 Syracuse Nationals 96 Philadelphia Warriors 100 Syracuse Nationals 86 Philadelphia Warriors 98 Philadelphia Warriors 86 Philadelphia Warriors |                    | |                  | |
| |                    | |                  | |
| (2 t.s.) Syracuse Nationals 109 Syracuse Nationals 96 Syracuse Nationals 99 Syracuse Nationals 108 Philadelphia Warriors 103 Syracuse Nationals 128 Philadelphia Warriors 103 Syracuse Nationals 94 Philadelphia Warriors 107 Syracuse Nationals 92 Syracuse Nationals 85 Syracuse Nationals 112 | Punti              | 103 Philadelphia Warriors 109 Philadelphia Warriors 97 Philadelphia Warriors 117 Philadelphia Warriors 104 Syracuse Nationals (1 t.s.) 123 Philadelphia Warriors 108 Syracuse Nationals 96 Philadelphia Warriors 100 Syracuse Nationals 86 Philadelphia Warriors 98 Philadelphia Warriors 86 Philadelphia Warriors |                  | |

PRECEDENTI NEI PLAYOFF
|  | Syracuse Nationals (1950, 1951, 1952) | 3 – 1 | Philad. Warriors (1956) |  |

### Finale

#### (1) Boston Celtics - (2) Syracuse Nationals
RISULTATO FINALE: 3-0
| Boston 21 marzo 1957 Gara 1                                           | Boston Celtics | 108 – 90 (22-27, 31-17, 30-20, 25-26) referto | Syracuse Nationals | Boston Garden |
| F. Ramsey 20 Punti D. Schayes 21 B. Russell 31 Rimbalzi D. Schayes 23 |                |                                               |                    |               |
|                                                                       |                |                                               |                    |               |
| F. Ramsey 20                                                          | Punti          | D. Schayes 21                                 |                    |               |
| B. Russell 31                                                         | Rimbalzi       | D. Schayes 23                                 |                    |               |

| Syracuse 23 marzo 1957 Gara 2                                           | Syracuse Nationals | 105 – 120 (26-31, 23-23, 27-26, 29-40) referto | Boston Celtics | Onondaga War Memorial |
| D. Schayes 31 Punti T. Heinsohn 30 D. Schayes 15 Rimbalzi B. Russell 30 |                    |                                                |                |                       |
|                                                                         |                    |                                                |                |                       |
| D. Schayes 31                                                           | Punti              | T. Heinsohn 30                                 |                |                       |
| D. Schayes 15                                                           | Rimbalzi           | B. Russell 30                                  |                |                       |

| Boston 24 marzo 1957 Gara 3                                            | Boston Celtics | 83 – 80 (23-19, 18-17, 22-23, 20-21) referto | Syracuse Nationals | Boston Garden |
| B. Sharman 23 Punti D. Schayes 22 B. Russell 23 Rimbalzi D. Schayes 17 |                |                                              |                    |               |
|                                                                        |                |                                              |                    |               |
| B. Sharman 23                                                          | Punti          | D. Schayes 22                                |                    |               |
| B. Russell 23                                                          | Rimbalzi       | D. Schayes 17                                |                    |               |

PRECEDENTI IN REGULAR SEASON
| Regular Season 1956-57 | Boston Celtics | 5 – 7 | Syracuse Nationals | Referto 1 - Referto 2 - Referto 3 - Referto 4, Referto 5 - Referto 6, Referto 7 - Referto 8 - Referto 9 - Referto 10 - Referto 11 - Referto 12 |
| Syracuse Nationals 83 Boston Celtics 114 Syracuse Nationals 116 Boston Celtics 105 Syracuse Nationals 116 Boston Celtics 140 Boston Celtics 116 Syracuse Nationals 105 Syracuse Nationals 101 Syracuse Nationals 116 Syracuse Nationals 104 Boston Celtics 92 Punti 94 Boston Celtics 99 Syracuse Nationals 110 Boston Celtics 92 Syracuse Nationals 106 Boston Celtics 108 Syracuse Nationals 119 Syracuse Nationals 104 Boston Celtics 105 Boston Celtics 106 Boston Celtics 102 Boston Celtics 94 Syracuse Nationals |                | |                    | |
| |                | |                    | |
| Syracuse Nationals 83 Boston Celtics 114 Syracuse Nationals 116 Boston Celtics 105 Syracuse Nationals 116 Boston Celtics 140 Boston Celtics 116 Syracuse Nationals 105 Syracuse Nationals 101 Syracuse Nationals 116 Syracuse Nationals 104 Boston Celtics 92 | Punti          | 94 Boston Celtics 99 Syracuse Nationals 110 Boston Celtics 92 Syracuse Nationals 106 Boston Celtics 108 Syracuse Nationals 119 Syracuse Nationals 104 Boston Celtics 105 Boston Celtics 106 Boston Celtics 102 Boston Celtics 94 Syracuse Nationals |                    | |

PRECEDENTI NEI PLAYOFF
|  | Boston Celtics (1953) | 1 – 4 | Syracuse Nationals (1954, 1954, 1955, 1956) |  |

## Western Division

### Semifinali

#### (2) Minneapolis Lakers - (3) Fort Wayne Pistons
RISULTATO FINALE: 2-0
| Minneapolis 17 marzo 1957 Gara 1                                     | Minneapolis Lakers | 131 – 127 (41-32, 29-37, 37-28, 24-30) referto | Ft. Wayne Pistons | Minneapolis Auditorium |
| C. Lovellette 30 Punti G. Yardley 34 S. Leonard 9 Assist C. Devlin 5 |                    |                                                |                   |                        |
|                                                                      |                    |                                                |                   |                        |
| C. Lovellette 30                                                     | Punti              | G. Yardley 34                                  |                   |                        |
| S. Leonard 9                                                         | Assist             | C. Devlin 5                                    |                   |                        |

| Fort Wayne 19 marzo 1957 Gara 2                                                                    | Ft. Wayne Pistons | 108 – 110 (28-25, 23-27, 24-30, 33-28) referto | Minneapolis Lakers | War Memorial Coliseum |
| L. Foust 30 Punti S. Leonard 19 G. Yardley 4 Assist S. Leonard 5 L. Foust 17 Rimbalzi E. Kalafat 6 |                   |                                                |                    |                       |
| |                   |                                                |                    |                       |
| L. Foust 30                                                                                        | Punti             | S. Leonard 19                                  |                    |                       |
| G. Yardley 4                                                                                       | Assist            | S. Leonard 5                                   |                    |                       |
| L. Foust 17                                                                                        | Rimbalzi          | E. Kalafat 6                                   |                    |                       |

PRECEDENTI IN REGULAR SEASON
| Regular Season 1956-57 | Minneapolis Lakers | 5 – 7 | Ft. Wayne Pistons | Referto 1 - Referto 2 - Referto 3 - Referto 4, Referto 5 - Referto 6, Referto 7 - Referto 8 - Referto 9 - Referto 10 - Referto 11 - Referto 12 |
| Fort Wayne Pistons 94 Minneapolis Lakers 107 Minneapolis Lakers 100 Fort Wayne Pistons 120 Fort Wayne Pistons 104 Minneapolis Lakers 86 Minneapolis Lakers 105 Minneapolis Lakers 107 Minneapolis Lakers 99 Fort Wayne Pistons 113 Minneapolis Lakers 123 Fort Wayne Pistons 97 Punti 88 Minneapolis Lakers 111 Fort Wayne Pistons 89 Fort Wayne Pistons 93 Minneapolis Lakers 102 Minneapolis Lakers 87 Fort Wayne Pistons 87 Fort Wayne Pistons 111 Fort Wayne Pistons 92 Fort Wayne Pistons 100 Minneapolis Lakers 115 Fort Wayne Pistons 101 Minneapolis Lakers |                    | |                   | |
| |                    | |                   | |
| Fort Wayne Pistons 94 Minneapolis Lakers 107 Minneapolis Lakers 100 Fort Wayne Pistons 120 Fort Wayne Pistons 104 Minneapolis Lakers 86 Minneapolis Lakers 105 Minneapolis Lakers 107 Minneapolis Lakers 99 Fort Wayne Pistons 113 Minneapolis Lakers 123 Fort Wayne Pistons 97 | Punti              | 88 Minneapolis Lakers 111 Fort Wayne Pistons 89 Fort Wayne Pistons 93 Minneapolis Lakers 102 Minneapolis Lakers 87 Fort Wayne Pistons 87 Fort Wayne Pistons 111 Fort Wayne Pistons 92 Fort Wayne Pistons 100 Minneapolis Lakers 115 Fort Wayne Pistons 101 Minneapolis Lakers |                   | |

PRECEDENTI NEI PLAYOFF
|  | Minneapolis Lakers (1950, 1953, 1954) | 3 – 1 | Ft. Wayne Pistons (1955) |  |

### Finale

#### (1) St. Louis Hawks - (2) Minneapolis Lakers
RISULTATO FINALE: 3-0
| Saint Louis 21 marzo 1957 Gara 1                                                                           | St. Louis Hawks | 118 – 109 (30-23, 31-26, 27-37, 30-23) referto | Minneapolis Lakers | Kiel Auditorium (6.028 spett.) |
| S. Martin 24 Punti V. Mikkelsen 24 J. McMahon 9 Assist S. Leonard 9 B. Pettit 16 Rimbalzi C. Lovellette 11 |                 |                                                |                    |                                |
| |                 |                                                |                    |                                |
| S. Martin 24                                                                                               | Punti           | V. Mikkelsen 24                                |                    |                                |
| J. McMahon 9                                                                                               | Assist          | S. Leonard 9                                   |                    |                                |
| B. Pettit 16                                                                                               | Rimbalzi        | C. Lovellette 11                               |                    |                                |

| Arbitri: | Sid Borgia Lou Bonder |

|               |          |                  |
| B. Pettit 30  | Punti    | C. Lovellette 33 |
| J. Coleman 15 | Rimbalzi | W. Dukes 20      |

| Minneapolis 25 marzo 1957 Gara 3                                                                     | Minneapolis Lakers | 135 – 143 (d.2t.s.) (23-21, 26-28, 32-27, 33-38) (17-17,4-12) referto | St. Louis Hawks | Minneapolis Auditorium |
| S. Leonard 42 Punti B. Pettit 35 S. Leonard 8 Assist S. Martin 9 " W. Dukes 24 Rimbalzi B. Pettit 17 |                    |                                                                       |                 |                        |
| |                    |                                                                       |                 |                        |
| S. Leonard 42                                                                                        | Punti              | B. Pettit 35                                                          |                 |                        |
| S. Leonard 8                                                                                         | Assist             | S. Martin 9 "                                                         |                 |                        |
| W. Dukes 24                                                                                          | Rimbalzi           | B. Pettit 17                                                          |                 |                        |

PRECEDENTI IN REGULAR SEASON
| Regular Season 1956-57 | St. Louis Hawks | 8 – 4 | Minneapolis Lakers | Referto 1 - Referto 2 - Referto 3 - Referto 4, Referto 5 - Referto 6, Referto 7 - Referto 8 - Referto 9 - Referto 10 - Referto 11 - Referto 12 |
| St. Louis Hawks 97 St. Louis Hawks 102 Minneapolis Lakers 94 St. Louis Hawks 96 Minneapolis Lakers 92 St. Louis Hawks 100 Minneapolis Lakers 97 St. Louis Hawks 102 St. Louis Hawks 105 Minneapolis Lakers 115 St. Louis Hawks 110 Minneapolis Lakers 117 Punti 75 Minneapolis Lakers 104 Minneapolis Lakers (1 t.s.) 95 St. Louis Hawks 103 Minneapolis Lakers 95 St. Louis Hawks 93 Minneapolis Lakers 106 St. Louis Hawks 85 Minneapolis Lakers 110 Minneapolis Lakers 118 St. Louis Hawks (1 t.s.) 94 Minneapolis Lakers 104 St. Louis Hawks |                 | |                    | |
| |                 | |                    | |
| St. Louis Hawks 97 St. Louis Hawks 102 Minneapolis Lakers 94 St. Louis Hawks 96 Minneapolis Lakers 92 St. Louis Hawks 100 Minneapolis Lakers 97 St. Louis Hawks 102 St. Louis Hawks 105 Minneapolis Lakers 115 St. Louis Hawks 110 Minneapolis Lakers 117 | Punti           | 75 Minneapolis Lakers 104 Minneapolis Lakers (1 t.s.) 95 St. Louis Hawks 103 Minneapolis Lakers 95 St. Louis Hawks 93 Minneapolis Lakers 106 St. Louis Hawks 85 Minneapolis Lakers 110 Minneapolis Lakers 118 St. Louis Hawks (1 t.s.) 94 Minneapolis Lakers 104 St. Louis Hawks |                    | |

PRECEDENTI NEI PLAYOFF
|  | St. Louis Hawks (1956) | 1 – 0 | Minneapolis Lakers |  |

## NBA Finals 1957

### Boston Celtics -St. Louis Hawks
RISULTATO FINALE
|  | Boston Celtics | 4 – 3 | St. Louis Hawks |  |

PRECEDENTI IN REGULAR SEASON
| Regular Season 1956-57 | Boston Celtics | 7 – 2 | St. Louis Hawks | Referto 1 - Referto 2 - Referto 3 - Referto 4, Referto 5 - Referto 6, Referto 7 - Referto 8 - Referto 9 |
| St. Louis Hawks 90 St. Louis Hawks 107 Boston Celtics 102 Boston Celtics 95 St. Louis Hawks 100 Boston Celtics 126 St. Louis Hawks 116 Boston Celtics 125 St. Louis Hawks 104 Punti 102 Boston Celtics 108 Boston Celtics 99 St. Louis Hawks 93 St. Louis Hawks 98 Boston Celtics 117 St. Louis Hawks 123 Boston Celtics (2 t.s.) 112 St. Louis Hawks 102 Boston Celtics |                | |                 | |
| |                | |                 | |
| St. Louis Hawks 90 St. Louis Hawks 107 Boston Celtics 102 Boston Celtics 95 St. Louis Hawks 100 Boston Celtics 126 St. Louis Hawks 116 Boston Celtics 125 St. Louis Hawks 104 | Punti          | 102 Boston Celtics 108 Boston Celtics 99 St. Louis Hawks 93 St. Louis Hawks 98 Boston Celtics 117 St. Louis Hawks 123 Boston Celtics (2 t.s.) 112 St. Louis Hawks 102 Boston Celtics |                 | |

PRECEDENTI NEI PLAYOFF

Si è trattata della prima sfida tra le due squadre ai playoff.

#### Roster
| \| Pos. \| Num. \| Naz. \| Nome \| Altezza \| Peso \| Data nascita \| Provenienza \| \| ---- \| ---- \| ---- \| ----------------- \| ------- \| ------ \| ------------ \| ------------------- \| \| G \| 14 \| \| Cousy, Bob \| 185 cm \| 79 kg \| 09-08-1928 \| Holy Cross \| \| A/C \| 15 \| \| Heinsohn, Tom \| 201 cm \| 99 kg \| 26-08-1934 \| Holy Cross \| \| A \| 20 \| \| Hemric, Dickie \| 198 cm \| 100 kg \| 29-08-1933 \| Wake Forest \| \| A \| 18 \| \| Loscutoff, Jim \| 196 cm \| 100 kg \| 04-02-1930 \| Oregon \| \| A/C \| 16 \| \| Nichols, Jack \| 201 cm \| 101 kg \| 09-04-1926 \| Washington \| \| G/AP \| 12 \| \| Palazzi, Togo \| 193 cm \| 93 kg \| 08-08-1932 \| Holy Cross \| \| G/AP \| 17 \| \| Phillip, Andy \| 188 cm \| 88 kg \| 07-03-1922 \| Illinois \| \| G/AP \| 23 \| \| Ramsey, Frank \| 191 cm \| 86 kg \| 13-07-1931 \| Kentucky \| \| A/C \| 19 \| \| Risen, Arnie \| 206 cm \| 91 kg \| 09-10-1924 \| Ohio State \| \| C \| 6 \| \| Russell, Bill \| 206 cm \| 98 kg \| 12-02-1934 \| San Francisco \| \| G \| 21 \| \| Sharman, Bill \| 185 cm \| 79 kg \| 25-05-1926 \| Southern California \| \| A \| 29 \| \| Tsioropoulos, Lou \| 196 cm \| 86 kg \| 31-08-1930 \| Kentucky \| | Allenatore - Red Auerbach Assistente/i - Harvey Cohn Legenda - (C) Capitano - (FA) Free agent - (S) Sospeso - (TW) Contratto Two-way - (GL) Assegnato a squadra G League affiliata - Infortunato Roster • Transazioni · Ultima transazione: 17 aprile 1957 |                        |                   |         |        |              |                     |
| Pos. | Num. | Naz.                   | Nome              | Altezza | Peso   | Data nascita | Provenienza         |
| G | 14 | Stati Uniti (bandiera) | Cousy, Bob        | 185 cm  | 79 kg  | 09-08-1928   | Holy Cross          |
| A/C | 15 | Stati Uniti (bandiera) | Heinsohn, Tom     | 201 cm  | 99 kg  | 26-08-1934   | Holy Cross          |
| A | 20 | Stati Uniti (bandiera) | Hemric, Dickie    | 198 cm  | 100 kg | 29-08-1933   | Wake Forest         |
| A | 18 | Stati Uniti (bandiera) | Loscutoff, Jim    | 196 cm  | 100 kg | 04-02-1930   | Oregon              |
| A/C | 16 | Stati Uniti (bandiera) | Nichols, Jack     | 201 cm  | 101 kg | 09-04-1926   | Washington          |
| G/AP | 12 | Stati Uniti (bandiera) | Palazzi, Togo     | 193 cm  | 93 kg  | 08-08-1932   | Holy Cross          |
| G/AP | 17 | Stati Uniti (bandiera) | Phillip, Andy     | 188 cm  | 88 kg  | 07-03-1922   | Illinois            |
| G/AP | 23 | Stati Uniti (bandiera) | Ramsey, Frank     | 191 cm  | 86 kg  | 13-07-1931   | Kentucky            |
| A/C | 19 | Stati Uniti (bandiera) | Risen, Arnie      | 206 cm  | 91 kg  | 09-10-1924   | Ohio State          |
| C | 6 | Stati Uniti (bandiera) | Russell, Bill     | 206 cm  | 98 kg  | 12-02-1934   | San Francisco       |
| G | 21 | Stati Uniti (bandiera) | Sharman, Bill     | 185 cm  | 79 kg  | 25-05-1926   | Southern California |
| A | 29 | Stati Uniti (bandiera) | Tsioropoulos, Lou | 196 cm  | 86 kg  | 31-08-1930   | Kentucky            |

| \| Pos. \| Num. \| Naz. \| Nome \| Altezza \| Peso \| Data nascita \| Provenienza \| \| ---- \| ----- \| ---- \| -------------- \| ------- \| ------ \| ------------ \| --------------------- \| \| A \| 25 \| \| Barber, John \| 198 cm \| 95 kg \| 27-06-1927 \| Cal State Los Angeles \| \| G/AP \| 26 \| \| Bemoras, Irv \| 191 cm \| 84 kg \| 18-11-1930 \| Illinois \| \| A/C \| 12 \| \| Coleman, Jack \| 201 cm \| 88 kg \| 23-05-1924 \| Louisville \| \| G/AP \| 44364 \| \| Hagan, Cliff \| 193 cm \| 95 kg \| 09-12-1931 \| Kentucky \| \| A/C \| 33 \| \| Hannum, Alex \| 201 cm \| 95 kg \| 19-07-1923 \| Southern California \| \| A/C \| 20-50 \| \| Macauley, Ed \| 203 cm \| 84 kg \| 22-03-1928 \| Saint Louis \| \| G \| 22 \| \| Martin, Slater \| 178 cm \| 77 kg \| 22-10-1925 \| Texas \| \| G \| 21 \| \| McMahon, Jack \| 185 cm \| 84 kg \| 03-12-1928 \| St. John's \| \| A/C \| 33 \| \| Naulls, Willie \| 198 cm \| 102 kg \| 07-10-1934 \| UCLA \| \| G/AP \| 32 \| \| Park, Med \| 188 cm \| 93 kg \| 11-04-1933 \| Missouri \| \| A/C \| 9 \| \| Pettit, Bob \| 206 cm \| 93 kg \| 12-12-1932 \| LSU \| \| C \| 70 \| \| Share, Chuck \| 211 cm \| 107 kg \| 14-03-1927 \| Bowling Green \| \| G \| 15 \| \| Spears, Odie \| 196 cm \| 93 kg \| 26-06-1924 \| Western Kentucky \| \| A \| 22 \| \| Stewart, Norm \| 196 cm \| 93 kg \| 20-01-1935 \| Missouri \| | Allenatore - Red Holzman (fino al 7 gennaio 1957) - Slater Martin (dal 7 al 20 gennaio 1957) - Alex Hannum (dal 20 gennaio 1957) Legenda - (C) Capitano - (FA) Free agent - (S) Sospeso - (TW) Contratto Two-way - (GL) Assegnato a squadra G League affiliata - Infortunato Roster • Transazioni · Ultima transazione: 17 aprile 1957 |                        |                |         |        |              |                       |
| Pos. | Num. | Naz.                   | Nome           | Altezza | Peso   | Data nascita | Provenienza           |
| A | 25 | Stati Uniti (bandiera) | Barber, John   | 198 cm  | 95 kg  | 27-06-1927   | Cal State Los Angeles |
| G/AP | 26 | Stati Uniti (bandiera) | Bemoras, Irv   | 191 cm  | 84 kg  | 18-11-1930   | Illinois              |
| A/C | 12 | Stati Uniti (bandiera) | Coleman, Jack  | 201 cm  | 88 kg  | 23-05-1924   | Louisville            |
| G/AP | 44364 | Stati Uniti (bandiera) | Hagan, Cliff   | 193 cm  | 95 kg  | 09-12-1931   | Kentucky              |
| A/C | 33 | Stati Uniti (bandiera) | Hannum, Alex   | 201 cm  | 95 kg  | 19-07-1923   | Southern California   |
| A/C | 20-50 | Stati Uniti (bandiera) | Macauley, Ed   | 203 cm  | 84 kg  | 22-03-1928   | Saint Louis           |
| G | 22 | Stati Uniti (bandiera) | Martin, Slater | 178 cm  | 77 kg  | 22-10-1925   | Texas                 |
| G | 21 | Stati Uniti (bandiera) | McMahon, Jack  | 185 cm  | 84 kg  | 03-12-1928   | St. John's            |
| A/C | 33 | Stati Uniti (bandiera) | Naulls, Willie | 198 cm  | 102 kg | 07-10-1934   | UCLA                  |
| G/AP | 32 | Stati Uniti (bandiera) | Park, Med      | 188 cm  | 93 kg  | 11-04-1933   | Missouri              |
| A/C | 9 | Stati Uniti (bandiera) | Pettit, Bob    | 206 cm  | 93 kg  | 12-12-1932   | LSU                   |
| C | 70 | Stati Uniti (bandiera) | Share, Chuck   | 211 cm  | 107 kg | 14-03-1927   | Bowling Green         |
| G | 15 | Stati Uniti (bandiera) | Spears, Odie   | 196 cm  | 93 kg  | 26-06-1924   | Western Kentucky      |
| A | 22 | Stati Uniti (bandiera) | Stewart, Norm  | 196 cm  | 93 kg  | 20-01-1935   | Missouri              |

#### Risultati
| Arbitri: | Sid Borgia Mendy Rudolph |

|                                                                               |            |                                                                |
| B. Sharman 36                                                                 | Punti      | B. Pettit 37                                                   |
| B. Cousy 5                                                                    | Assist     | J. McMahon, E. Macauley 4                                      |
| B. Russell 18                                                                 | Rimbalzi   | B. Pettit 14                                                   |
| Cousy, Heinsohn, Loscutoff, Nichols, Phillip, Ramsey, Risen, Russell, Sharman | Formazioni | Coleman, Hagan, Macauley, Martin, McMahon, Park, Pettit, Share |

| Arbitri: | Mendy Rudolph Sid Borgia |

|                                                                                       |            |                                                                |
| B. Cousy, F. Ramsey 22                                                                | Punti      | E. Macauley 19                                                 |
| B. Cousy 7                                                                            | Assist     | S. Leonard 4                                                   |
| B. Russell 25                                                                         | Rimbalzi   | B. Pettit 13                                                   |
| Cousy, Heinsohn, Hemric, Loscutoff, Nichols, Phillip, Ramsey, Risen, Russell, Sharman | Formazioni | Coleman, Hagan, Macauley, Martin, McMahon, Park, Pettit, Share |

| Arbitri: | Sid Borgia Arnie Heft |

|                                                                         |            |                                                                               |
| B. Pettit 26                                                            | Punti      | B. Sharman 28                                                                 |
| S. Martin, J. Coleman, J. McMahon 5                                     | Assist     | B. Cousy 8                                                                    |
| B. Pettit 28                                                            | Rimbalzi   | B. Russell 19                                                                 |
| Bemoras, Coleman, Hagan, Macauley, Martin, McMahon, Park, Pettit, Share | Formazioni | Cousy, Heinsohn, Loscutoff, Nichols, Phillip, Ramsey, Risen, Russell, Sharman |

| Arbitri: | Sid Borgia Arnie Heft |

|                                                                         |            |                                                                               |
| B. Pettit 33                                                            | Punti      | B. Cousy 31                                                                   |
| S. Martin, C. Hagan 6                                                   | Assist     | A. Risen 9                                                                    |
| B. Pettit 16                                                            | Rimbalzi   | B. Russell 20                                                                 |
| Bemoras, Coleman, Hagan, Macauley, Martin, McMahon, Park, Pettit, Share | Formazioni | Cousy, Heinsohn, Loscutoff, Nichols, Phillip, Ramsey, Risen, Russell, Sharman |

| Arbitri: | Mendy Rudolph Arnie Heft |

|                                                                               |            |                                                                |
| B. Sharman 32                                                                 | Punti      | B. Pettit 33                                                   |
| B. Cousy 19                                                                   | Assist     | M. Park 6                                                      |
| B. Russell 23                                                                 | Rimbalzi   | B. Pettit 15                                                   |
| Cousy, Heinsohn, Loscutoff, Nichols, Phillip, Ramsey, Risen, Russell, Sharman | Formazioni | Coleman, Hagan, Macauley, Martin, McMahon, Park, Pettit, Share |

| Arbitri: | Sid Borgia Arnie Heft |

|                                                                |            |                                                                               |
| B. Pettit 32                                                   | Punti      | T. Heinsohn 28                                                                |
| B. Pettit, J. Coleman 5                                        | Assist     | B. Cousy 6                                                                    |
| B. Pettit 23                                                   | Rimbalzi   | B. Russell 23                                                                 |
| Coleman, Hagan, Macauley, Martin, McMahon, Park, Pettit, Share | Formazioni | Cousy, Heinsohn, Loscutoff, Nichols, Phillip, Ramsey, Risen, Russell, Sharman |

| Arbitri: | Sid Borgia Mendy Rudolph |

|                                                                               |            |                                                                        |
| T. Heinsohn 37                                                                | Punti      | B. Pettit 39                                                           |
| B. Cousy 11                                                                   | Assist     | S. Martin, J. Coleman 7                                                |
| B. Russell 32                                                                 | Rimbalzi   | B. Pettit 19                                                           |
| Cousy, Heinsohn, Loscutoff, Nichols, Phillip, Ramsey, Risen, Russell, Sharman | Formazioni | Coleman, Hagan, Hannum, Macauley, Martin, McMahon, Park, Pettit, Share |

| Campione NBA 1957        |
| ------------------------ |
| Boston Celtics 1º titolo |

#### Hall of famer
| NBA Finals | Atleta        | Squadra         | Anno      |                      |
| ---------- | ------------- | --------------- | --------- | -------------------- |
| Giocatore  | Bob Cousy     | Boston Celtics  | 1971      | Giocatore            |
| Giocatore  | Tom Heinsohn  | Boston Celtics  | 1986 2015 | Giocatore Allenatore |
| Giocatore  | Andy Phillip  | Boston Celtics  | 1961      | Giocatore            |
| Giocatore  | Frank Ramsey  | Boston Celtics  | 1982      | Giocatore            |
| Giocatore  | Arnie Risen   | Boston Celtics  | 1998      | Giocatore            |
| Giocatore  | Bill Russell  | Boston Celtics  | 1975 2021 | Giocatore Allenatore |
| Giocatore  | Bill Sharman  | Boston Celtics  | 1976 2004 | Giocatore Allenatore |
| Allenatore | Red Auerbach  | Boston Celtics  | 1969      | Allenatore           |
| Giocatore  | Bob Pettit    | St. Louis Hawks | 1970      | Giocatore            |
| Giocatore  | Slater Martin | St. Louis Hawks | 1982      | Giocatore            |
| Giocatore  | Ed Macauley   | St. Louis Hawks | 1960      | Giocatore            |
| Allenatore | Alex Hannum   | St. Louis Hawks | 1998      | Allenatore           |

## Squadra vincitrice
| N° | Naz.                   | Ruolo | Sportivo         | Anno | Alt. | Peso |
| -- | ---------------------- | ----- | ---------------- | ---- | ---- | ---- |
| 6  | Stati Uniti (bandiera) | C     | Bill Russell     |      | 208  |      |
| 14 | Stati Uniti (bandiera) | P     | Bob Cousy        |      | 185  |      |
| 15 | Stati Uniti (bandiera) | AG    | Tom Heinsohn     |      | 201  |      |
| 16 | Stati Uniti (bandiera) | C     | Jack Nichols     |      | 201  |      |
| 17 | Stati Uniti (bandiera) | G     | Andy Phillip     |      | 188  |      |
| 18 | Stati Uniti (bandiera) | AP    | Jim Loscutoff    |      | 196  |      |
| 19 | Stati Uniti (bandiera) | C     | Arnie Risen      |      | 206  |      |
| 20 | Stati Uniti (bandiera) | AP    | Dickie Hemric    |      | 200  |      |
| 21 | Stati Uniti (bandiera) | G     | Bill Sharman     |      | 185  |      |
| 23 | Stati Uniti (bandiera) | G     | Frank Ramsey     |      | 191  |      |
| 29 | Stati Uniti (bandiera) | AP    | Lou Tsioropoulos |      | 196  |      |
|    | Stati Uniti (bandiera) | All.  | Red Auerbach     |      |      |      |

## Statistiche
Aggiornate al 2 agosto 2021.
| Categoria | Giocatore    | Squadra         | Media | PG |
| --------- | ------------ | --------------- | ----- | -- |
| Punti     | Bob Pettit   | St. Louis Hawks | 29,8  | 10 |
| Rimbalzi  | Bill Russell | Boston Celtics  | 24,4  | 10 |
| Assist    | Bob Cousy    | Boston Celtics  | 9,3   | 10 |